# 2+1-väg

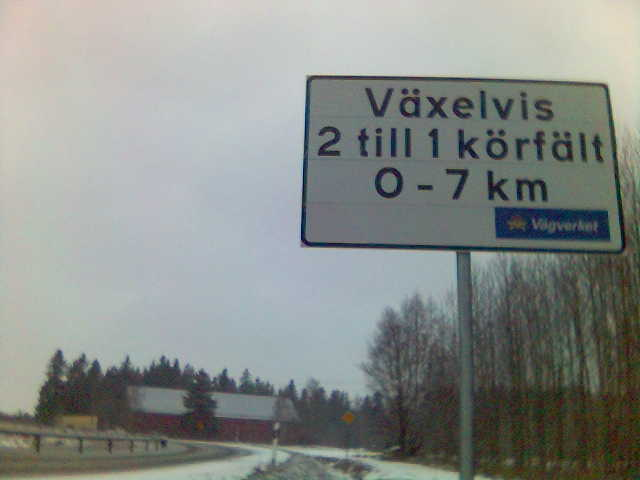
Förberedande skylt på Länsväg 636 mellan Linköping och Vikingstad.

En 2+1-väg är en vägtyp som har omväxlande ett eller två körfält i en given riktning. I många fall har vägtypen även ett mitträcke, då oftast av stålvajrar. Den har mestadels tre körfält på varje given plats, dock två vid de ställen där två körfält i ena körriktningen övergår till ett och tvärtom i den andra körriktningen.

## Sverige

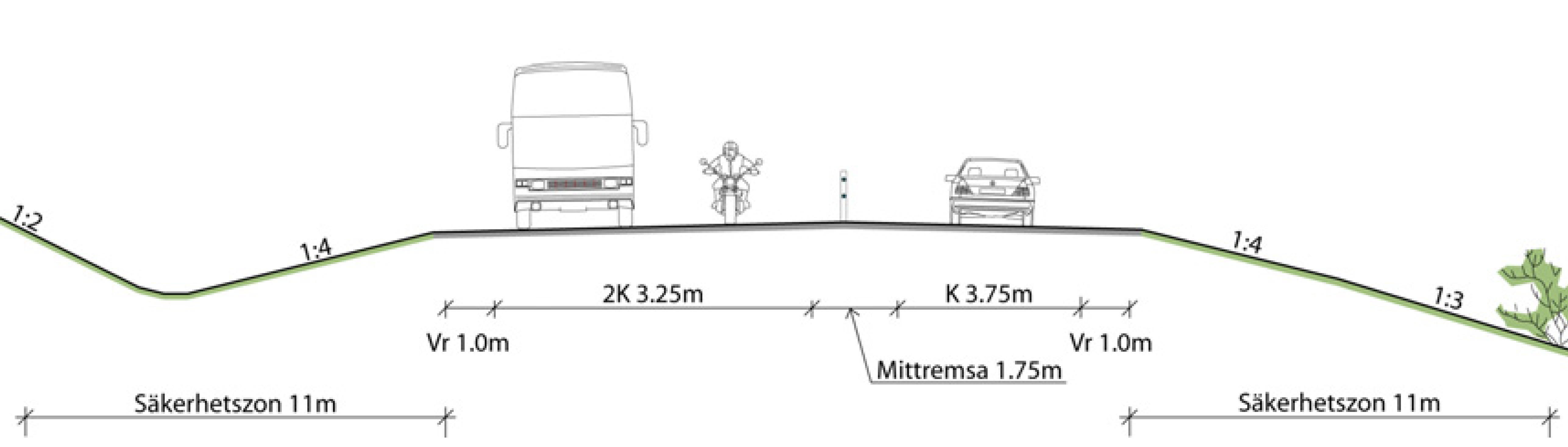
Typsektion för svensk 2+1-väg med 14 meters bredd.

### Olika typer
Det finns i huvudsak två typer av 2+1-vägar. Den mer påkostade varianten är byggd som en motortrafikled och saknar plankorsningar och har breda vägrenar. Dessa är också oftast skyltade som motortrafikleder och i vissa fall fungerar de mer eller mindre som motorvägar. De allra flesta befintliga motortrafikleder har byggts om till denna standard, genom att man byggt mitträcken. Dessa motortrafikleder var oftast breda nog för detta. Ett exempel är sträckan mellan Gävle och Axmatavlan på E 4 i Gästrikland som är en 2+1-väg som har en standard som är nära motorvägsstandard. Det finns också sträckor som tillhör den påkostade varianten med planskilda trafikplatser, men som ändå är skyltade som normala landsvägar.
Den andra typen av 2+1-väg har en enklare standard. Dessa vägar är normalt ombyggda från landsvägar med breda vägrenar, alternativt ombyggda från vanliga landsvägar utan vägrenar och breddade. De kan därför ha lite smalare körfält. Dessa vägar har inga vägrenar alls eller så är de väldigt smala. Vägarna är också försedda med normala plankorsningar eller ibland kan de ha blandat planskilt och plankorsningar som exempelvis E 45 förbi Vänersborg). Oftast har de särskild ficka för alla vänstersvängar. I vissa fall har de istället speciella ramper för vänstersväng enligt en princip som kallas spanska svängen. Den dåliga sikten genom räcket kan göra vänstersvängar till och från vägen till ett problem. Dessa enklare 2+1-vägar är officiellt enbart klassade som landsvägar. I vissa fall är de enbart upplåtna för motorfordon där det är förbjudet för gående, cykel, moped eller traktor etcetera att använda vägen, men i en del andra fall är vägen tillåten för alla. Att tillåta långsamtgående fordon på denna typ av väg kan innebära en del problem, bland annat då traktorer bromsar upp trafiken då vägen enbart har en fil i färdriktningen samt vid omkörning av cyklister när körfälten är smala.
Benämningarna mötesfri motortrafikled och mötesfri landsväg (av Trafikverket ofta förkortade MML respektive MLV) brukar oftast innebära denna typ av väg, motortrafikledsversionen respektive landsvägsversionen, men kan också innebära 1 + 1 körfält. Trefältsväg är en annan benämning, vilken idag sällan syftar på en mitträckeslös väg.

### Historik

En skiss över hur en 2+1-väg fungerar.

Idén om denna vägtyp med mitträcke tillkom i mitten på 1990-talet, under lågkonjunkturen efter finanskrisen i Sverige 1990–1994, som ett billigt sätt att minska mötesolyckorna utan att bygga en riktig motorväg. Den första väg som byggdes om enligt denna princip var den motortrafikled som går norr om Gävle på E 4. I början gjordes denna ombyggnad enbart på prov under ett år, men resultatet ansågs lyckat då antalet svåra olyckor minskade kraftigt på denna väg . Detta ledde till att fler vägar byggdes om och efter några år började även ett antal normala landsvägar byggas om med denna lösning. 
En omständighet som sällan eller aldrig nämns är att pilotsträckan Gävle - Axmartavlan ursprungligen byggdes som ena halvan av en framtida motorväg. Detta innebär att vägens linjeföring endast utformats för enkel stoppsikt, då motorvägar har ingen mötande trafik att ta hänsyn till, istället för dubbel stoppsikt som en korrekt utformad Europaväg med mötande trafik måste ha. Den farligt dåliga sikten bäddade för att vägen skulle få många svåra mötesolyckor, vilket inte åtgärdades effektivt innan mitträcket sattes upp.

### Kritik

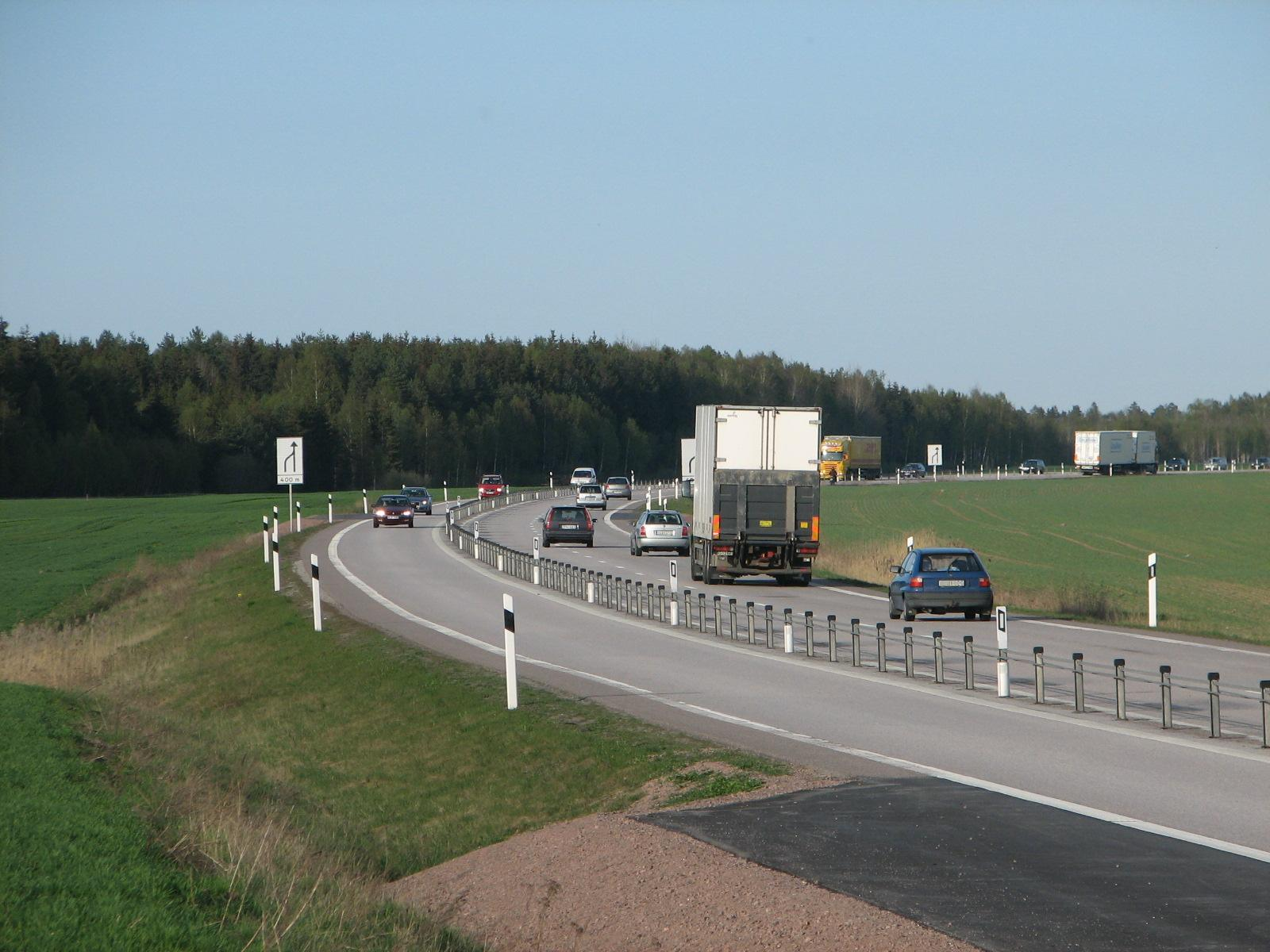
E 20 väster om Skara, ombyggd till 2+1-väg 2006–2007.

Vägtypen har dock fått en del kritik. Snöröjning anses besvärligare på dessa vägar. Under högtrafik överstiger sällan genomsnittshastigheten 75 kilometer i timmen.[källa behövs] En annan sak som också har kritiserats är de avsnitt där det enbart är ett körfält. En bil som till exempel får motorstopp här kan blockera all trafik. Trafikverket berättar på hemsidan att ungefär fyra personer per år får sätta livet till när de får motorstopp, punktering eller liknande på motorvägar och mötesfria 2+1-vägar. Det är fyra personer för mycket säger man samtidigt och ger tips om att varna, lämna fordonet och larma. De som kör utryckningsfordon anser också att avsnitten med enbart ett körfält kan skapa problem, eftersom omkörning i princip endast är möjlig om bilen som ska köras om kör ut delvis utanför vägkanten och stannar. Bilister vet ofta inte hur de ska göra när utryckningsfordon kommer bakifrån. En del bromsar in utan att ge tillräcklig plats för omkörning, andra håller hastighetsgränsen strikt medan vissa kör för fort för att ge ambulans friare väg vilket har resulterat i körkortsindragningar. Eftersom 2+1-vägar inte nödvändigtvis är motorväg/motortrafikled kan oskyddade trafikanter (fotgängare, cyklister, mopedister) färdas på vägen. Detta kan medföra problem och olycksrisker då vägbanan ofta är smalare än före ombyggnaden, medan hastigheterna är desamma.

#### Motorcyklister
Ett av de mest omtalade ämnena bland kritiker är motorcyklister, eftersom dessa är mindre skyddade än exempelvis bilister. Motorcyklister har varit rädda för allvarliga skador om de kommer i kontakt med vägräcket. Statistik över dödsolyckor mellan räcken och motorcyklister visar att rädslan är befogad. Räcket är det vanligaste krockvåldet i singelolyckor med dödlig utgång på MC. Det är på TENT-vägarna, som ofta är 2+1-vägar, flest motorcyklister dödas i kollision med räcken. Samtidigt finns krav i EG-direktiv 2019/1936 om förvaltning av vägars säkerhet om säkra räcken för oskyddade trafikanter, inklusive motorcyklister, på detta vägnät. Orsakerna till den höga skaderisken på 2+1-vägar är flera; hög tillåten hastighet i kombination med räcken som har utstickande delar och oskyddade stolpar. Eftersom såväl mitt- som sidoräcken får installeras nära körbanan finns inget utrymme om något oförutsett sker. 90 motorcyklister har omkommit mellan 2000 och 2022 i kollision med räcken, 55 % på TENT-vägar.

### Hastighetsbegränsningar

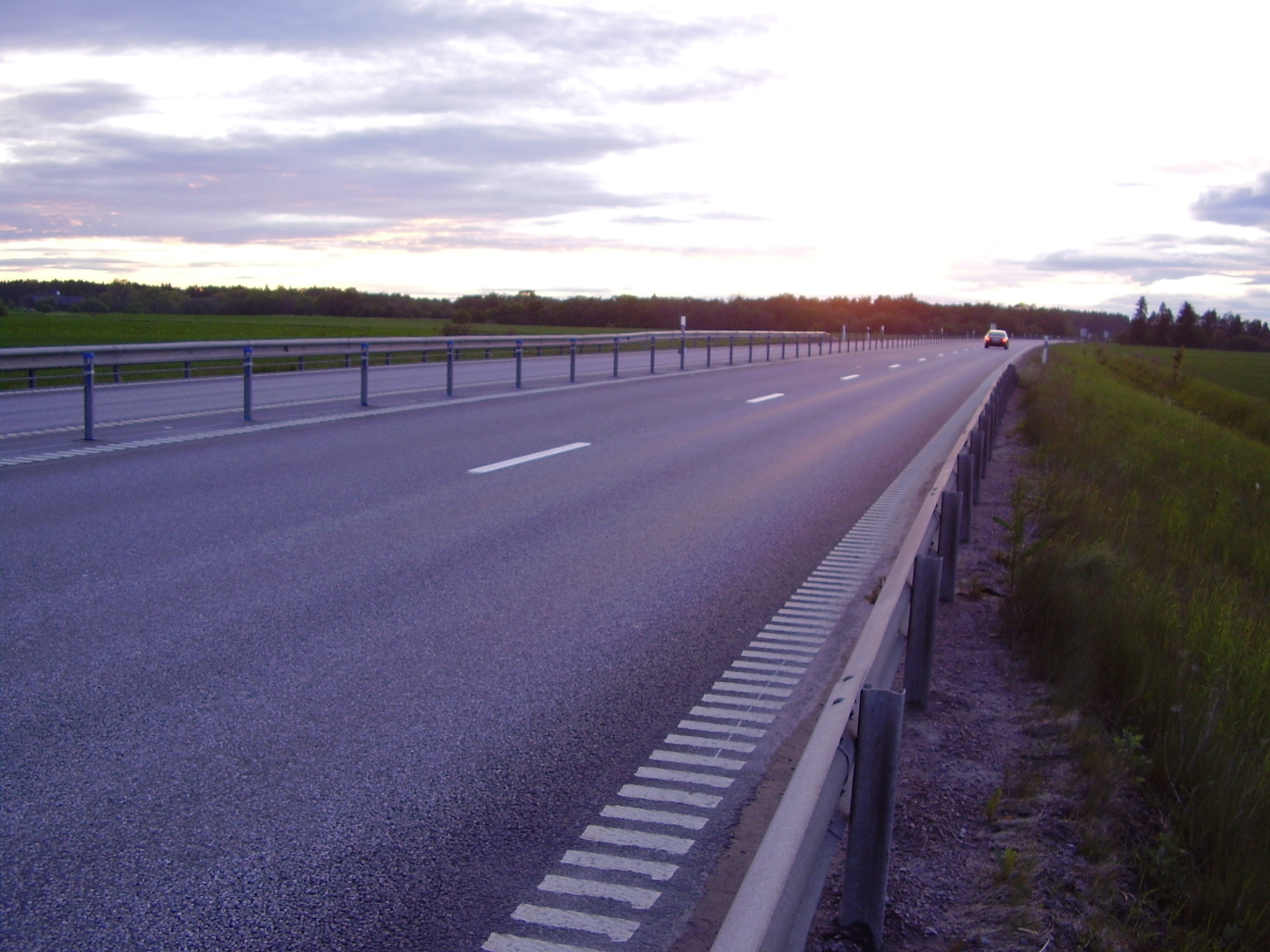
Motortrafikleden mellan Trafikplats Linköping Västra och Stora Sjögestad på Riksväg 34.

Många av de vägar som tidigare var breda landsvägar utan mitträcke hade i Sverige hastighetsbegränsningen 110 kilometer i timmen fram till millennieskiftet. Detta gällde i relativt stor utsträckning både på motortrafikleder med planskilda korsningar och vanliga landsvägar med plankorsningar. På grund av att många frontalkollisioner inträffade på dessa vägar sänktes hastigheten i många fall till 90 kilometer i timmen. När vägsträckorna några år senare gjordes om till 2+1-väg behölls ofta 90 kilometer i timmen. Några år senare höjdes en del sträckor åter till 110 kilometer per timme, framförallt på sträckor med planskilda korsningar, men även till viss del på vägar med plankorsningar.
Många av sträckorna som har blivit utbyggda till 2+1-väg i Norrland (framförallt E 4) sänktes till 90 kilometer per timme under vinterhalvåret innan de byggdes om. På sommaren har de dock alltid haft hastighetsgränsen 110 kilometer i timmen, både sträckor med planskilda korsningar och sträckor med plankorsningar. I Götaland var det framförallt sträckor längs E 22 som åter höjdes till 110 kilometer i timmen, samt vissa sträckor i inre Småland. Exempelvis hade Riksväg 25 mellan Växjö och Hovmantorp fått hastighetsgränsen 110 kilometer per timme, trots att denna sträcka hade vanliga plankorsningar. Dock sänktes hastigheten till 70 kilometer i timmen i vissa större korsningar längs sträckan. I Västsverige har 2+1-vägarna som byggts nästan i samtliga fall varit vanliga landsvägar som byggts om och därför var det ingen 2+1-väg som åter höjdes till 110 kilometer i timmen.
Åren runt 2005 var det bara en väg i Götaland och Svealand, Riksväg 26 förbi Gislaved, som hade hastighetsgränsen 110 kilometer per timme och som inte var mötesseparerad. Sträckan var till största delen försedd med trafikplatser, men inte skyltad som motortrafikled. Vissa mindre plankorsningar fanns. Omkring 2007 byggdes den om till 2+1-väg. Som jämförelse mellan Götaland och Svealand å ena sidan och Norrland å den andra kan nämnas att man i Norrland, framförallt i inlandet, väldigt ofta använde hastigheten 110 kilometer i timmen på vanliga landsvägar, även om de inte var bredare än sju meter. I vissa fall sänkte man till 90 på vintern, men i många fall inte.
År 2008 och 2009 infördes fler hastighetssteg på de allmänna vägarna i Sverige. De gamla 30, 50, 70, 90, 110 kompletterades med 40, 60, 80, 100 och 120. I samband med detta blev 100 kilometer i timmen den absolut vanligaste hastigheten på 2+1-vägar, där 90-vägar höjdes och 110-vägar sänktes. På E 4 i Norrland är det dock fortfarande många 2+1-vägar med 110 kilometer i timmen. Den enda 2+1-vägarna i Götaland-Svealand som har 110 kilometer i timmen är E 22 söder om Kalmar samt riksväg 34 mellan Trafikplats Linköping Västra och Stora Sjögestad. Den förstnämnda sträckan har planskilda korsningar (men är inte skyltad som motortrafikled) och ansågs för bra för att sänkas. Den senare är skyltad som motortrafikled och är helt planskild.

### Utbyggnad till motorväg
Utbyggnaden av E 18 Västerås–Sagån 2013–2014 erbjuder ett exempel för hur en 2+1-väg kan byggas om till motorväg. Det tio kilometer långa avsnittet byggs under arton månader om till motorväg för en kostnad av 200 miljoner kronor. Utbyggnaden inkluderar en ny trafikplats.
Under arbetet stängs ett ytterkörfält av och de återstående två fungerar under byggtiden som 1+1-väg med en hastighetsbegränsning om 70 kilometer i timmen. Vägbanan breddas på det avstängda körfältets sida genom produktion av mittremsa, två körfält, yttre vägren och säkerhetszon. Dessutom breddas och förlängs broar, trummor och portar. Vid trafikstart kommer avsnittet få en hastighetsbegränsning om 120 kilometer i timmen.
Gynnsamma förutsättningar i detta exempel är att vägen innan utbyggnaden klassats som motortrafikled, och därigenom behövs inga ersättningsvägar för fotgängare och cyklister. Vidare ligger vägen i förhållandevis flack terräng, vilket minskar behovet bergarbeten och markuppfyllnad, och vägen har sedan tidigare en god väggeometri. Endast jord- och skogsbruksmark behöver tas i anspråk för utbyggnaden och inget vägområde ligger inom gräns för detaljplan.
Utbyggnaden av sträckan utgör ett exempel på hur en 2+1-väg kan byggas om till motorväg för en i sammanhangen rimlig kostnad, i exemplet 20 miljoner kronor per kilometer. Nettonuvärdeskvoten för utbyggnadsprojektet är beräknad till 1,0, vilket betyder att de samhällsekonomiska vinsterna av projektet beräknats bli dubbelt så stora som dess kostnader.

## Andra länder
Framgången med vägtypen har skapat intresse för den. Många länder har dock inte den breda typ av landsväg som lätt byggs om till 2+1-väg. I bland annat Tyskland och Storbritannien anser man att det är lämpligare att satsa på motorvägar istället.[källa behövs] I Irland har en del sådana byggts, och fler ska byggas (breddning och ombyggnad av befintlig väg). I Polen finns ett större antal breda landsvägar med vägren av samma typ som motsvarigheterna i Sverige och dessa är kan vara lämpliga för ombyggnad till 2+1-vägar, även om de ofta är lite för smala och har mycket korsningar. Intresse för detta finns också i Polen och det är därför troligt att detta kommer att växa fram även på det polska vägnätet. I USA finns tre kilometer 2+1-väg med räcke på Interstate 93. Ett alternativ att skapa omkörningssträckor på för smala vägar är att bygga delsträckor med 2 + 2 filer, vilket gör att inte behöver bredda många delsträckor, och detta förekommer också, till exempel i Norge.

### Stigningsfält respektive omkörningsfält
Med 2+1-väg avses ofta utomlands en väg med 2 + 1 körfält utan mitträcke. Sådana är inte ovanliga på en del håll och avser ofta stigningsfält, det vill säga extra körfält i uppförsbackar med tanke på lastbilar. I Australien etablerades vägsträckor med 2 + 1 körfält långt tidigare än i Sverige. Dessa ”overtaking lanes” (omkörningsfiler) förekommer bland annat i delstaterna Victoria och New South Wales med täta mellanrum även i plan terräng och ska inte förväxlas med stigningsfält.